# Сапетка

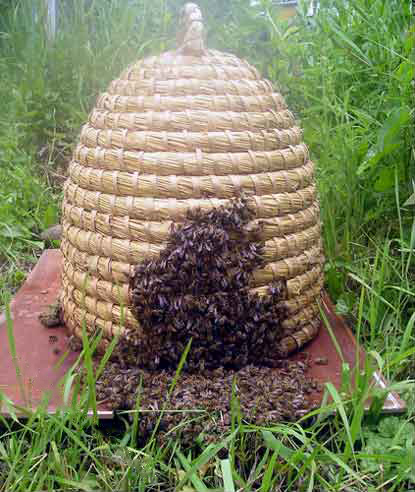
Плетений вулик

Сапе́тка (від тур. sepet, крим. sepet — «кошик», «сапет») — нерозбірне житло для бджіл — вулик з очерету, соломи чи тонких вербових прутиків, часто обмазаних глиною. В теперішній час практично не використовується; Після посадки бджолиного рою в сапетку встановлюють прямо на землю, а під нею роблять невеличку ямку для збільшення об'єму вулика. Льоток розміщюється на рівні землі чи вище.  Осінню сапетки з найбільшою кількістю меду звільняють від бджіл, обкурюють їх сірчаним газом. Всі соти виламуються і сортуються для наступної обробки. Після 1937 року, разом з іншими видами нерозбірних вуликів колодою та дуплянкою, сапетка  була витіснена вуликами рамочної системи.